# Carl Christoffer Georg Andræ

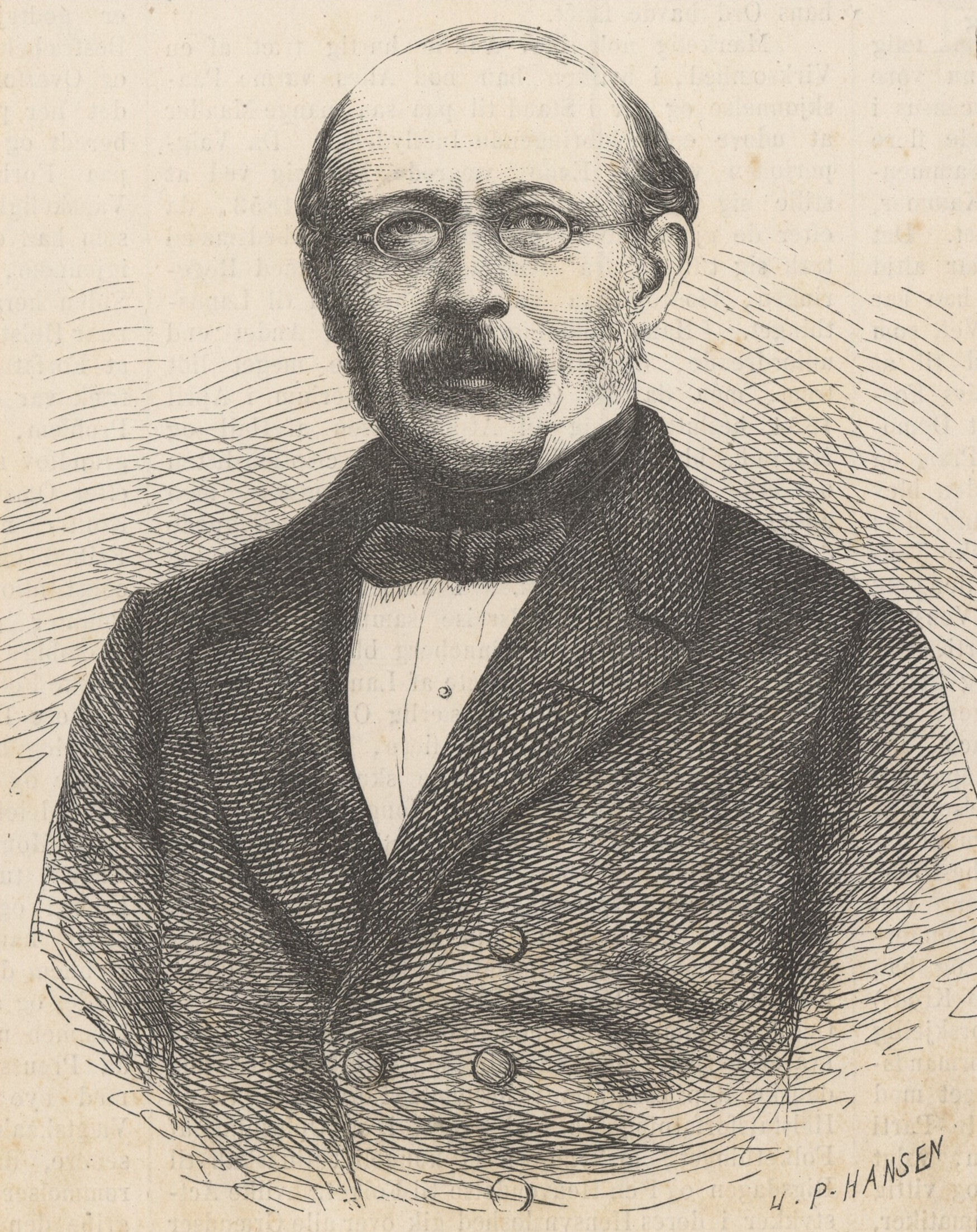
Carl Christoffer Georg Andræ

Carl Christoffer Georg Andræ (* 14. Oktober 1812 in Hjertebjerg, Insel Møn; † 2. Februar 1893 in Kopenhagen) war ein dänischer Politiker und vom 18. Oktober 1856 bis zum 13. Mai 1857 Konseilspräsident.

## Leben

### Militär und Mathematiker
Andræ begann 1825 eine militärische Ausbildung zum Offizier. Nach der Beförderung zum Leutnant fand er ab 1834 beim Generalquartiermeister Verwendung, 1839 als Hauptmann beim Generalstab.
Nach einem Studium der Mathematik und Mechanik wurde er 1842 Dozent für Mathematik an der Militärhochschule und wird in dieser Funktion 1848 zum Major und schließlich 1851 zum Oberstleutnant befördert. 1854 wurde er aus dem aktiven Militärdienst entlassen. Als Mathematiker entwarf er ein Modell der übertragbaren Einzelstimmgebung, das vor allem im angelsächsischen Raum Verbreitung fand.
1853–84, nur unterbrochen von seiner Amtszeit als Minister, war Andræ Direktor der Dänischen Gradmessungs-Kommission (Den Danske Gradmåling). Zwischen 1867 und 1884 gab er die Ergebnisse unter dem Titel «Det danske Gradmaaling» in vier Bänden heraus. Es wurde ein bahnbrechendes Werk für die Geodäsie.

### Abgeordneter und Parlamentspräsident
Andræ kam auf einer Studienreise in Paris mit liberalen Ideen in Kontakt. Bereits 1848 begann er seine politische Laufbahn als königlich benanntes Mitglied der Verfassungsgebenden Nationalversammlung.
Anschließend wurde er im Dezember bei der ersten Parlamentswahl zum Abgeordneten des Folketing gewählt, wo er sich der 1846 gegründeten Gesellschaft der Bauernfreunde (Bondevennernes Selskab) anschloss. Auf der konstituierenden Sitzung wurde er am 30. Januar 1850 zu dessen erstem Präsidenten gewählt und übte dieses Amt bis zum 30. August 1852 aus.
1853 wurde er als Vertreter von Kopenhagen von König Friedrich VII. zum Mitglied auf Lebenszeit im Oberhaus, dem Landsting, berufen, dem er bis 1892 angehörte.

### Minister und Premierminister
Am 12. Dezember 1854 wurde er Finanzminister unter Ministerpräsident Peter Georg Bang. Dieses Amt übte er auch in den nachfolgenden Kabinetten bis zum 10. Juli 1858 aus.
Andræ war maßgeblich an der Gesamtstaatsverfassung von 1855 (Fællesforfatningen) beteiligt, ihr Kern war der Einkammerparlamentarismus und die von ihm entwickelte Verhältniswahlmethode.
Am 18. Oktober 1856 wurde Andræ als Nachfolger von Bang selbst zum Regierungschef ernannt. Dieses Amt übte er bis zum 13. Mai 1857 aus. Während seiner Amtszeit bemühte er sich um einen Ausgleich der Interessen von Bauernfreunden und konservativer Højre. In den 1870er und 80er Jahren lehnte er J.B.S. Estrups Regierungspolitik ab, die in Verwandtschaft zu Bismarcks Lückentheorie den Einfluss des Parlamentes beschnitt. Auch die Befestigung Kopenhagens bekämpfte Andræ.
Mit dem Ausscheiden aus dem Amt erhielt Andræ Großkreuz des Dannebrogordens.

## Auszeichnungen und Mitgliedschaften
- 1850: Ritterkreuz des Dannebrogordens[1]
- 1855: Komtur des Dannebrogordens[1]
- 1857: Großkreuz des Dannebrogordens[1]
- 1858: Geheimer Staatsrat[1]
- 1869: Preußische Goldmedaille „Für Wissenschaft“[1]
- 1879: Ehrendoktorwürde der Universität Kopenhagen[1]
- 1884: Dannebrogsmændenes hæderstegn[1]
- 1884: Geheimer Konferenzrat[1]
- 1887: Mitglied der Accademia dei Lincei[1]